# エイドリアン・メロット
エイドリアン・ルイス・メロット（Adrian Lewis Melott、1947年1月7日 - ）は、アメリカ合衆国の物理学者である。
暗黒物質が多数を占める宇宙における大規模構造の形成について、大型コンピュータを使って研究をした先駆者の一人である。後に、宇宙生物学と生物物理学を融合した「宇宙生物物理学」に着目し、ガンマ線バーストの分析など、銀河系内の外的事象が地球上の生命に及ぼした影響について研究している。

## 生涯
ウェストバージニア州マウンズビルで1947年1月7日に生まれた。初期には物理化学に興味を持っていたが、後にべサミー大学で物理学を学んだ。
1960年代の反戦運動や教育運動に積極的に関わり、そこからユニテリアン主義の信者となった。カリフォルニア州バークレーのスター・キング聖職者学校に通った後、フロリダ州タンパで7年間牧師を務めた。その間も物理学への興味は保ち続けた。
1977年、テキサス大学オースティン校の物理学課程に入学し、そこで著名な宇宙論者デニス・シアマと出会って、すぐにシアマとともに研究することを決めた。メロットは、暗黒物質が多数を占める宇宙における構造形成の数値シミュレーションを開始した3つのグループのうちの1つに属していた。1981年にシアマの指導の下でPh.Dを取得した。大学卒業後は、ピッツバーグ大学のアーサー・M・ウルフ研究室、モスクワ大学のヤーコフ・ゼルドビッチ研究室、シカゴ大学で博士研究員を務めた。1986年にカンザス大学の教員となった。
1998年から2001年にかけて、カンザス州の公立学校のカリキュラムへのインテリジェント・デザインの導入を巡る議論に活発に参加した。2002年、カンザス州の公立学校のカリキュラムに現代進化論を復活させるための公的支援の組織化を中心的に行ったことに対し、アメリカ物理学会はメロットにジョセフ・A・バートン・フォーラム賞を授与した。

## 業績
暗黒物質の研究では、ゼルドビッチ・パンケーキから「コズミック・ウェブ」が形成されることに着目した。このような宇宙の大規模構造の存在が広く認識される以前の1983年、メロットとその共同研究者は、コールドダークマターが支配する宇宙におけるその存在を予言した。その後、1980年代にリチャード・ゴットとともに大規模構造のトポロジーについて研究し、その後、セルゲイ・シャンダリンとともに、階層的集団化モデルとセルドビッチ・パンケーキ・モデルを融合した大規模構造の記述について研究した。
2003年、メロットは新しい研究分野へ突然移行し、ガンマ線バースト(GRB)による放射線が地球に与える影響と、オルドビス紀末期の大量絶滅（O-S境界）とGRBとの関連についての研究を始めた。その後メロットは、デボン紀後期の大量絶滅（F-F境界）と激変超新星との関係、鮮新世末期における超新星が巨大海洋動物や人類の進化に及ぼした影響、ヤンガードリアスの衝突仮説、775年の14Cスパイクの影響と太陽フレアとの関連性、およびツングースカ大爆発について研究した。
メロットはまた、「彗星研究グループ」(Comet Research Group)のメンバーでもある。この組織は、ヨルダンの古代都市遺跡タル・エル・ハマムが聖書に記載されるソドムであって、彗星によって破壊されたと主張する聖書考古学者との共同研究を主催していることで知られる
メロットは古生物学会の会員である。1996年、「宇宙構造の起源と進化に関する画期的な研究」によりアメリカ物理学会のフェローに選出された。
2007年、「宇宙論的な大規模構造への顕著な貢献、進化論の教育に対する公的支援の組織化、生物圏への天体物理学的影響に関する学際的研究」を称えて、アメリカ科学振興協会のフェローに選出された。